# Ludy Langer
Ludy Langer, född 22 januari 1893 i Los Angeles, död 5 juli 1984 i Los Angeles, var en amerikansk simmare.
Langer blev olympisk silvermedaljör på 400 meter frisim vid sommarspelen 1920 i Antwerpen.